# 1844 en musique classique
| \| • Retour à la chronologie générale de la musique classique • \| |
| Grèce • Rome • Haut Moyen Âge • VIIIe siècle • IXe siècle • Xe siècle • XIe siècle XIIe siècle • XIIIe siècle • XIVe siècle • XVe siècle • XVIe siècle • XVIIe siècle XVIIIe siècle • XIXe siècle • XXe siècle • XXIe siècle |
| • Retour à la chronologie générale de la musique classique • |

| Années en musique classique : 1841 - 1842 - 1843 - 1844 - 1845 - 1846 - 1847    |
| Décennies en musique classique : 1810 - 1820 - 1830 - 1840 - 1850 - 1860 - 1870 |

## Événements
- 18 janvier : 
  - Première représentation au Teatro San Carlo de Naples de Caterina Cornaro de Gaetano Donizetti.
  - Symphonie no 2 de Niels Wilhelm Gade, créée à Leipzig.
- 3 février : 
  - Première audition publique du saxophone (un baryton) à Paris.
  - Le Carnaval romain, ouverture d'Hector Berlioz, créée salle Herz à Paris.
- 9 mars : A la Fenice de Venise, première de l'opéra de Giuseppe Verdi, Ernani.
- 7 décembre : création au Hofoper de Berlin de Ein Feldlager in Schlesien, opéra de Giacomo Meyerbeer.

Date indéterminée
- Première publication du Grand traité d'instrumentation et d'orchestration moderne d'Hector Berlioz.

## Prix
- Victor Massé remporte le premier et Renaud de Vilbac le deuxième Grand Prix de Rome.

## Naissances

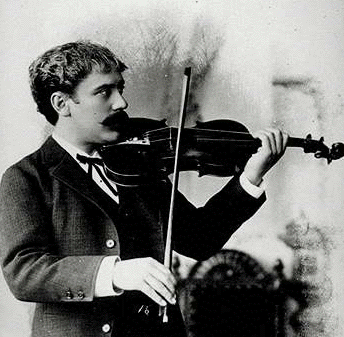
Pablo de Sarasate

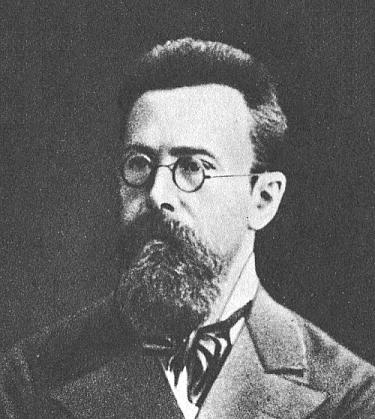
Nikolaï Rimski-Korsakov

- 14 janvier : Clara Kathleen Rogers, compositrice, chanteuse, écrivaine et professeur de musique américaine d'origine anglaise († 8 mars 1931).
- 20 janvier : Johan Selmer, compositeur norvégien († 21 juillet 1910).
- 4 février : Cándido Candi, compositeur de musique religieuse et organiste espagnol († 15 août 1911).
- 5 février : Lothar Kempter, chef d'orchestre et compositeur germano-suisse († 14 juillet 1918).
- 21 février : Charles-Marie Widor, organiste et compositeur français († 12 mars 1937).
- 8 mars : Georg Wilhelm Rauchenecker, violoniste, compositeur et chef d’orchestre allemand († 17 juillet 1906).
- 10 mars : Pablo de Sarasate, compositeur et violoniste espagnol († 20 septembre 1908).
- 18 mars : Nikolaï Rimski-Korsakov, compositeur russe († 21 juin 1908).
- 23 mars : Eugène Gigout, organiste et compositeur français († 9 décembre 1925).
- 12 avril : Franz Kullak, pianiste, compositeur et professeur de musique allemand († 9 décembre 1913).
- 8 mai : Hermann Graedener, compositeur, pédagogue et chef d’orchestre germano-autrichien († 15 septembre 1929).
- 28 mai : Léon Vasseur, compositeur, organiste et chef d'orchestre français († 25 mai 1917).
- 30 mai : Louis Varney, compositeur français spécialisé dans le registre de l'opérette († 20 août 1908).
- 3 juin : Émile Paladilhe, compositeur français († 6 janvier 1926).
- 16 juin : Edmond Duvernoy, baryton français († 12 janvier 1927).
- 10 juillet : Amalie Materna, soprano autrichienne († 18 janvier 1918).
- 21 juillet : Gustave Wettge, chef de musique militaire et compositeur français († 24 mai 1909).
- 16 septembre : Paul Taffanel, flûtiste, compositeur et pédagogue français († 22 novembre 1908).
- 8 octobre : Paul Lhérie, ténor, puis baryton français († 17 octobre 1937).
- 15 octobre : Friedrich Nietzsche, compositeur prussien († 25 août 1900).
- 7 novembre : Rosine Bloch, chanteuse mezzo-soprano française († 1er février 1891).
- 12 novembre : Octave Fouque, musicologue et compositeur français († 22 avril 1883).
- 22 novembre : Léon Delahaye, compositeur français († 16 juin 1896).
- 1er décembre : Alfred Cellier, compositeur, orchestrateur et chef d'orchestre anglais († 28 décembre 1891).
- 4 décembre : Julien Koszul, compositeur et organiste français († 15 janvier 1927).
- 18 décembre : Ernest Grosjean, organiste et compositeur français († 28 décembre 1936).

Date indéterminée
- Edwin Evans, organiste et musicographe britannique († 21 décembre 1923).

## Décès

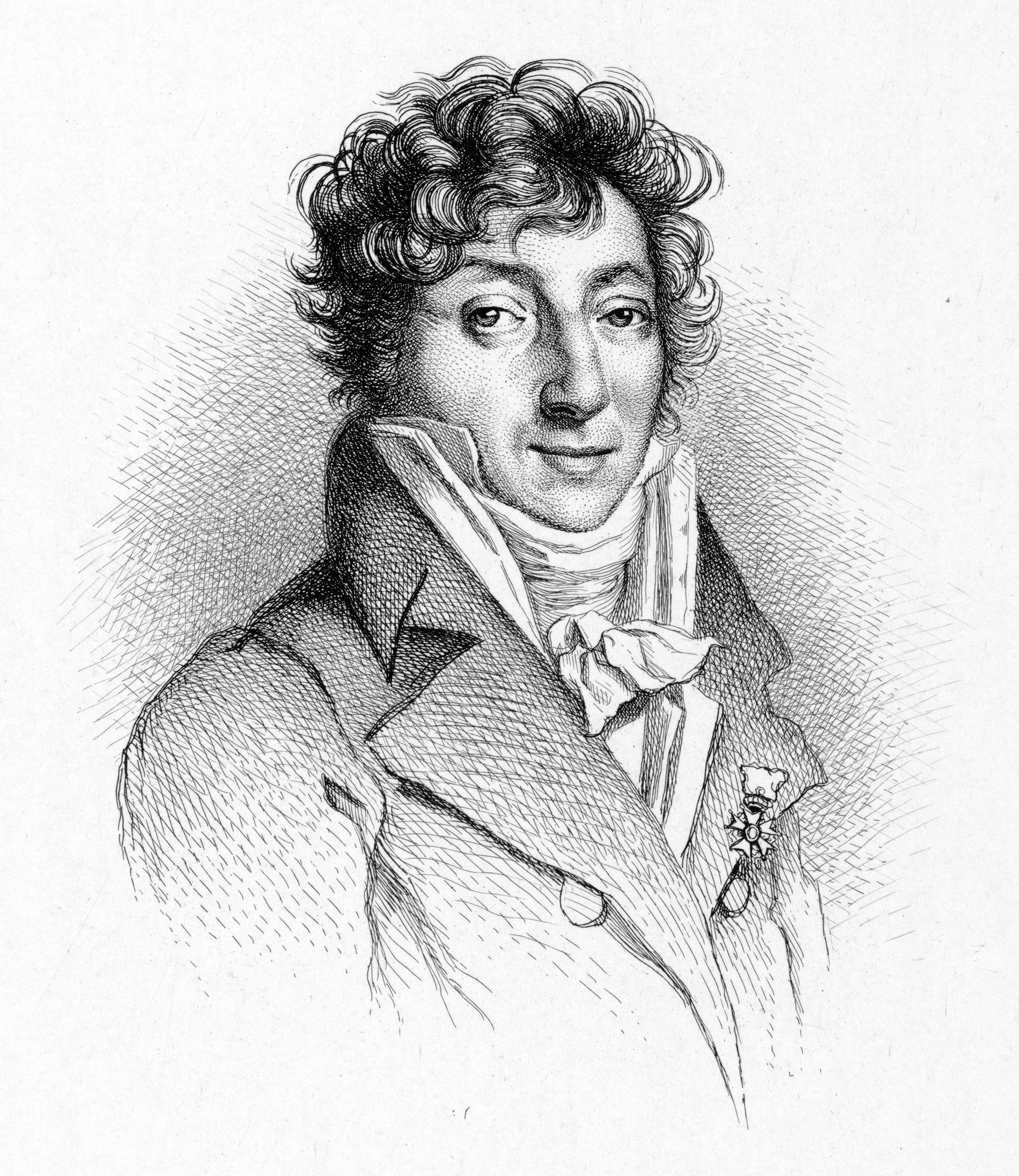
Henri Montan Berton

- 16 février : Heinrich Stölzel, facteur d'instruments à vent allemand (° 7 septembre 1777).
- 22 avril : Henri Montan Berton, violoniste et compositeur français (° 17 septembre 1767).
- 21 mai : Giuseppe Baini, compositeur et chef de chœur italien (° 21 octobre 1775).
- 19 juin : Heinrich Domnich, corniste et compositeur allemand (° 13 mars 1767).
- 29 juillet : Franz Xaver Wolfgang Mozart, fils de W.A. Mozart et pianiste autrichien (° 26 juillet 1791).
- 28 août : Jacques François Simiot, facteur lyonnais d'instruments à vent de la famille des bois, en particulier les clarinettes et les bassons (° 18 avril 1769).
- 23 octobre : Matthew Camidge, organiste anglais (° 25 mai 1764).
- 10 décembre : Franz Seraph von Destouches, compositeur, chef d'orchestre, pianiste, violoniste, violoncelliste et pédagogue allemand (° 21 janvier 1772).
- 16 décembre : Johan Ernst Hartmann, organiste et compositeur danois (° 2 mars 1770).